# Paenitentiam agere
Paenitentiam agere (latín: Haced penitencia) fue la séptima encíclica publicada por el papa Juan XXIII el 1 de julio de 1962. En ella invita a los cristianos a hacer penitencia para el buen éxito del Concilio Vaticano II. 

## Estructura
- I - La penitencia en las enseñanzas de Jesucristo y de los apóstoles.
- II - Sugerencias oportunas en la preparación del concilio ecuménico Vaticano II